# 古州镇
古州镇，是中华人民共和国贵州省黔东南苗族侗族自治州榕江县下辖的一个乡镇级行政单位。

## 行政区划
古州镇下辖以下地区：
月寨村、大十字社区、梨子园社区、场坝社区、丰乐村、杨家湾村、头塘村、仁育堡村、石灰厂村、都什村、八吉村、高埂村、高台村、滚玉村、乌花村、三盘村、高懂村、料里村、高兴村、高文村、高武村、章鲁村、车江一村、车江二村、车江三村、寨头村、荫塘村、六百塘村、口寨村、小堡村、马鞍村、打摆村、领真村和华优村。
2019年8月8日，将文体中心社区、富民社区、卧龙社区、东环阳光社区、东环特和社区、车寨社区划归车民街道管辖。行政区划调整后，古州镇辖梨子园社区、大十字社区、场坝社区、丰乐社区、古榕社区、仁育社区、六佰塘社区、月寨社区、口寨社区、小堡社区、料里社区、八吉社区、高兴村、领真村、华优村、乌花村、滚玉村、高埂村、高台村、高文村、高武村、高懂村、打摆村、马鞍村。

## 交通
- 贵广客运专线：榕江站